# Festival Internacional de Cine de Bratislava
El Festival Internacional de Cine de Bratislava es un festival de cine organizado anualmente desde 1999 en la ciudad de Bratislava, Eslovaquia, por una asociación sin fines de lucro.

## Sus inicios
Después de haber tenido en los ’60 cineastas de valía como, por ejemplo, Stefan Uher, Juraj Jakubisko, Elo Havetta y Dusan Hanak, el cine checo y eslovaco entró en una lenta declinación cuando, como consecuencia de los hechos conocidos como la Primavera de Praga, se produjo la represión en la esfera del arte tornando imposible el reconocimiento internacional de los artistas checos y eslovacos. Si bien con la “normalización” –esto es el retorno a la situación anterior a tales hechos- las cosas fueron mejorando, fue la caída del`comunismo la que marcó el punto más bajo de la industria fílmica local. Cuando en 1999 se realizó la primera entrega del Festival el panorama del cine eslovaco no era alentador: con Eslovaquia formando ahora un Estado separado de la República Checa y sin ningún aporte estatal era imposible para los nuevos directores abrirse camino. La idea de un cine nacional estaba fuera del foco de la sociedad, apremiada por preocupaciones políticas y sociales más acuciantes.
El principal objetivo del Festival es ampliar el espectro de sus actividades para no solamente mostrar primeros o segundos filmes sino también otras categorías como las retrospectivas y las exhibiciones no competitivas.
El propósito de sus organizadores fue crear un entorno para todos los aficionados al cine, los amantes de las artes, los periodistas de cine, los cineastas, es decir, de todos los devotos del arte cinematográfico y llegar a ser un evento cinematográfico de significación en Europa Central.

## Secciones competitivas del festival
Las secciones competitivas del Festival son:
- Competencia internacional para primeras y segundas películas.
- Competencia internacional para películas documentales.
- Competencia internacional para cortometrajes.

En todas las secciones competitivas el Festival admite películas aunque hayan sido presentadas anteriormente en otros festivales y prefiere que se trate de filmes que no hayan sido exhibidos comercialmente en la República de Eslovaquia antes del Festival

## Requisitos y premios
En la competencia para primeras y segundas películas pueden participar filmes que reúnan los siguientes requisitos:
- Sea la primera o la segunda película del director;
- Tenga una duración mínima de 60 minutos,
- Haya sido realizada como producción profesional o independiente.
- Esté disponible en formato de 35 mm
- Haya sido producida después del 1 de enero del año anterior.

Los premios que se otorgan en esta sección son:
- Gran Premio a la mejor película.
- Premio al mejor director.
- Premio a la mejor actriz.
- Premio al mejor actor.

En la competencia para películas documentales pueden participar filmes que reúnan los siguientes requisitos:
- Tenga una duración mínima de 50 min
- Esté disponible en formato de 35 mm o en Digi Betacam y estén subtituladas en inglés.
- Haya sido producida después del 1 de enero del año anterior.

Se otorga el premio a la mejor película documental.
En la competencia para películas de cortometraje pueden participar filmes que reúnan los siguientes requisitos:
- Tenga una duración máxima de 30 minutos,
- Esté disponible en formato de 35 mm o en Digi Betacam y estén subtituladas en inglés.
- Haya sido producida después del 1* de enero del año anterior.

Se otorga el premio a la mejor película de cortometraje.